# 존 타일러 행정부
존 타일러의 제10대 미국 대통령 임기는 윌리엄 헨리 해리슨 대통령 사망 후인 1841년 4월 4일에 시작하여 1845년 3월 4일에 끝났다. 타일러는 미국의 부통령으로 재임한 지 불과 31일 만에 대통령직을 승계했다. 타일러는 선출되지 않고 대통령직을 승계한 최초의 인물이었다. 헌법적 불확실성을 막기 위해, 타일러는 4월 6일에 대통령 취임 선서를 하고 완전한 대통령 권한을 행사했으며, 해리슨의 4년 임기 잔여 기간을 채웠다. 이는 미래의 비상 승계를 규정하고 궁극적으로 미국 수정 헌법 제25조에 명문화되는 선례가 되었다. 그는 민주당의 제임스 포크에 의해 계승되었다.
타일러는 1840년 휘그당 후보로 부통령직에 지명되었지만 당내 일부 구성원들이 특정 문제에 대해 가진 견해를 공유하지 않았다. 그러나 이러한 문제는 1840년 선거 이후에야 문제가 되었는데, 그 선거 운동 기간 동안 당은 국립 은행이나 보호 관세와 같은 특정 문제에 대해 명확한 입장을 취하지 않았기 때문이다. 대신, 당은 현직 마틴 밴 뷰런 민주당 대통령을 공격하고 통나무집과 독한 사과주에 대한 다채로운 슬로건을 외치는 데 주력했다. 그러나 선거 후, 엄격한 구성주의자였던 타일러는 의회 휘그당이 도입한 일부 정책이 위헌이라고 판단하여 당의 지도자 헨리 클레이 시니어가 지지하는 여러 법안에 거부권을 행사했다. 타일러가 거부한 법안 중에는 국립은행 재설립을 위한 조치가 포함되어 있었다. 이러한 거부권 행사에 대한 대응으로, 타일러의 내각 대부분이 사임했고, 휘그당 의원들은 타일러를 당에서 제명했다. 그에 대한 탄핵 결의안이 하원에 제출되었으나, 나중에 부결되었다. 의회와의 불화에도 불구하고, 타일러는 1837년 공황의 여파를 여전히 겪고 있던 정부에 필요한 수입을 제공하는 1842년 관세법에 서명했다.
타일러는 국제 문제에서 더 큰 성공을 거두었다. 그의 행정부는 웹스터-애슈버턴 조약을 협상하여 그레이트브리튼 아일랜드 연합왕국과의 논쟁적인 영토 분쟁을 해결했다. 타일러는 또한 태평양에서 미국의 이익을 강조했으며 청나라와 왕샤 조약으로 알려진 상업 조약을 체결했다. 그는 또한 하와이에 먼로주의 원칙을 확장했는데 이는 "타일러 독트린"으로 알려진 정책이 되었다. 재임 마지막 2년 동안 타일러는 텍사스 합병을 추진하여 합병 문제를 1844년 미국 대통령 선거에 도입했다. 이 문제의 도입으로 인해 합병을 지지하는 민주당원들은 합병에 반대했던 전 대통령 밴 뷰런의 재지명을 막고, 이전에 잘 알려지지 않았던 제임스 K. 포크를 지명했으며, 포크는 총선에서 휘그당 후보인 클레이를 물리쳤다. 1845년 3월 1일, 포크에게 대통령직을 넘겨주기 3일 전, 타일러는 텍사스 합병 법안에 서명했고, 텍사스는 포크의 대통령 재임 첫 해에 주가 되었다.
타일러의 대통령직은 극심하게 엇갈린 평가를 불러일으켰지만 그는 일반적으로 역사학자들로부터 낮은 평가를 받고 있다. 에드워드 P. 크레이폴은 그의 전기인 『우연한 대통령 존 타일러』(2006)를 시작하며 다음과 같이 언급했다: "다른 전기 작가들과 역사학자들은 존 타일러가 불행하고 무능한 최고 집행자였으며 그의 대통령직은 심각한 결함이 있었다고 주장했다." 댄 먼로는 『존 타일러의 공화주의 비전』(2003)에서 타일러의 대통령직이 "일반적으로 가장 성공적이지 못한 축에 속한다"고 언급했다. 그러나 이 두 저자는 이러한 진술을 타일러 대통령직에 대한 보다 균형 잡힌 시각을 제시하기 위한 서문으로 사용했다. 일부 역사학자들과 평론가들은 타일러의 외교 정책, 개인적 행동, 그리고 대통령 승계와 관련하여 그가 세운 선례를 칭찬했다.

## 승계
1840년 미국 대통령 선거에서 휘그당 후보인 윌리엄 헨리 해리슨과 존 타일러는 현직 대통령 마틴 밴 뷰런이 이끄는 민주당 후보를 물리쳤다. 타일러는 1841년 3월 4일 미국의 제10대 부통령으로 취임했다. 3월 4일 춥고 흐린 날 해리슨의 두 시간 연설이 끝난 후, 부통령은 상원으로 돌아가 대통령의 내각 지명자들을 받고 다음 날 인준을 주재했다. 책임이 거의 없을 것으로 예상하고, 그는 워싱턴을 떠나 윌리엄스버그에 있는 자신의 집으로 돌아갔다. 취임 후 해리슨은 1837년 공황의 한가운데 있던 국가의 위험한 재정 상태를 해결하기 위해 5월 말에 시작되는 특별 의회 회기를 소집했다. 대통령직의 첫 몇 주는 해리슨의 건강에 타격을 주었으며, 3월 말에 비를 맞은 후 그는 폐렴과 늑막염에 걸렸다. 해리슨의 노령과 쇠약해지는 건강은 선거 운동 중에 비밀이 아니었고, 대통령 승계 문제는 모든 정치인의 마음에 있었다.

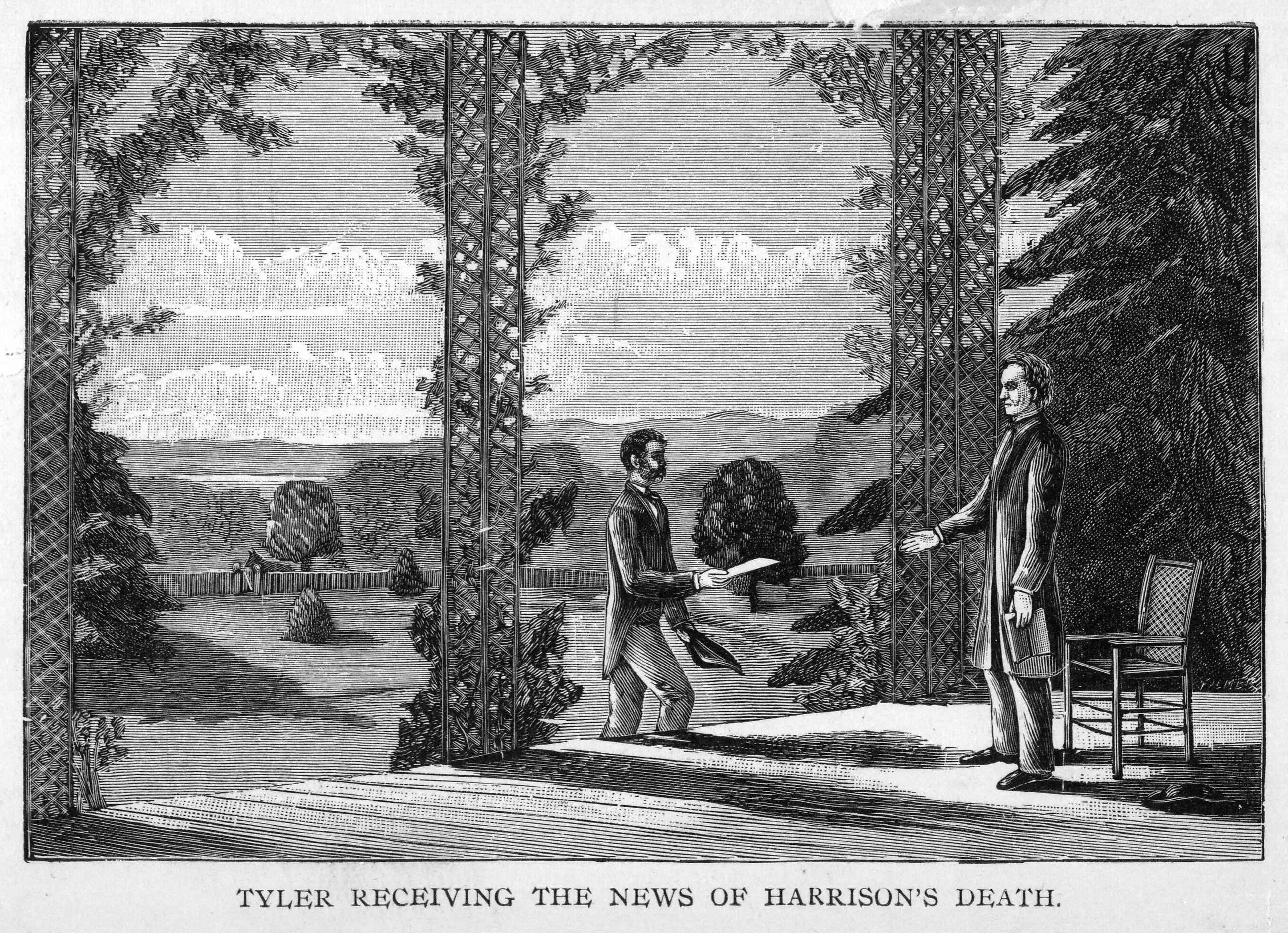
1888년 삽화. 해리슨 대통령의 사망 소식을 국무부 수석 서기 플레처 웹스터로부터 전해 듣는 타일러 대통령

대니얼 웹스터 국무장관은 4월 1일 타일러에게 해리슨의 병세를 알렸고, 4월 5일 타일러는 해리슨이 전날 사망했음을 알게 되었다. 해리슨의 재임 중 사망은 전례 없는 사건으로, 대통령 승계에 상당한 불확실성을 초래했다. 법률 학자들은 언젠가 대통령이 재임 중 사망할 것을 오랫동안 예상했지만, 부통령이 대통령직을 완전히 승계할지 여부에 대한 확고한 합의는 없었다. 당시 임기 중 대통령 승계를 규정했던 미국 헌법 제2조 1절 6항은 다음과 같이 명시한다:
대통령이 직무에서 해임되거나, 사망, 사임 또는 그 직무의 권한과 의무를 수행할 수 없을 경우, 그 직무는 부통령에게 귀속된다.
이 헌법 규정의 문구는 대통령의 실제 직책이 부통령 타일러에게 귀속되는지, 아니면 단지 대통령의 권한과 의무만 귀속되는지에 대한 의문을 불러일으켰다. 내각은 해리슨 사망 후 한 시간 이내에 회의를 열었고, 나중에 보고된 바에 따르면 타일러가 "부통령 대리 대통령"이 될 것이라고 결정했다. 그러나 타일러는 헌법이 자신에게 직책의 완전하고 무조건적인 권한을 부여했다고 확고하고 단호하게 주장했다. 이에 따라 그는 즉시 대통령으로 취임 선서를 하고 백악관으로 이주하여 완전한 대통령 권한을 행사했다. 이는 대통령 사망 후 질서 있는 권력 이양에 대한 중요한 선례를 세웠으며, 1967년 수정 헌법 제25조가 통과될 때까지 명문화되지 않았다. 대통령 선서는 타일러의 호텔 방에서 미국 순회 법원의 윌리엄 크랜치 수석 판사에 의해 집행되었다. 타일러는 처음에는 선서를 할 필요성에 의문을 제기하며, 자신의 부통령 선서에 중복된다고 주장했지만, 자신의 승계에 대한 모든 의구심을 잠재우기 위해 이에 동의했다.
타일러는 4월 9일 의회 앞에서 취임 연설을 했으며, 이 연설에서 그는 제퍼슨 민주주의의 근본 원칙과 제한된 연방 권력에 대한 자신의 신념을 재확인했다. 타일러가 대통령이라는 주장은 많은 의회 의원들의 저항에 부딪혔다. 하원의원 (이자 전 대통령) 존 퀸시 애덤스는 타일러가 "대리 대통령"이라는 직함으로 대리인이 되어야 하거나, 명목상 부통령으로 남아 있어야 한다고 생각했다. 타일러의 권한에 의문을 제기한 사람들 중에는 해리슨이 살아 있을 때 "엉망인 왕좌 뒤의 진정한 권력"이 되려고 계획했으며, 타일러에게도 같은 의도를 가졌던 헨리 클레이 시니어 상원의원도 있었다. 클레이는 타일러를 "부통령"으로 보았고 그의 대통령직을 단순한 "섭정 기간"으로 보았다.
격렬한 논쟁 끝에 의회는 타일러가 실제로 새 대통령이라는 해석을 확정했다. 양원 모두에서 "대통령"이라는 단어를 삭제하고 타일러를 지칭하기 위해 "부통령"이라는 용어를 포함하는 언어를 선호하는 수정안이 제출되었으나 성공하지 못했다. 미시시피 상원의원 로버트 J. 워커는 이에 반대하여, 타일러가 여전히 부통령이며 상원을 주재할 수 있다는 생각은 터무니없다고 말했다. 타일러는 자신이 정당한 대통령이라는 확신을 한 번도 잃지 않았다. 그의 정적들이 백악관으로 "부통령" 또는 "대리 대통령" 앞으로 서한을 보낼 때, 타일러는 그것을 개봉하지 않고 반송시켰다.

## 행정부
타일러는 해리슨 지지자들을 소외시킬 것을 우려하여, 일부 내각 구성원들이 자신에게 노골적으로 적대적이고 그의 취임에 분개했음에도 불구하고 사망한 대통령의 내각 전체를 유지하기로 결정했다. 첫 내각 회의에서 타일러는 해리슨이 주요 정책 결정을 다수결로 해결하도록 했으며, 내각이 새 대통령도 이 관행을 계속할 것으로 기대하고 있다고 통보받았다. 타일러는 경악하여 즉시 그들을 바로잡았다:
여러분, 실례합니다. 저는 여러분처럼 유능한 국정가들을 내각에 모시게 되어 매우 기쁩니다. 그리고 여러분의 조언과 충고를 기꺼이 받아들일 것입니다. 그러나 제가 무엇을 할지 말지에 대해 지시받는 것에 동의할 수 없습니다. 저는 대통령으로서 제 행정부에 대한 책임이 있습니다. 저는 여러분이 그 정책들을 수행하는 데 전폭적으로 협력해 주시기를 바랍니다. 여러분이 이를 적절하다고 생각하는 한, 저는 여러분과 함께하게 되어 기쁠 것입니다. 달리 생각하신다면, 여러분의 사임은 받아들여질 것입니다.
대니얼 웹스터 국무장관을 제외하고는 새 대통령은 내각에 동맹이 없었으며, 더욱이 곧 의회에도 동맹이 거의 없다는 것을 알게 되었다. 그는 주권론적이고 엄격한 구성주의 이념을 고수했으며, 앤드루 잭슨에 반대하기 위해 휘그당에 가입했기 때문에, 당 지도자들의 미국 시스템의 국내 개선, 보호 관세, 그리고 국립 은행 제안을 수용하지 않았다. 타일러가 두 개의 휘그당 은행 법안에 거부권을 행사한 후, 1841년 9월 웹스터를 제외한 모든 내각 구성원들이 항의의 표시로 사임했는데, 이는 클레이가 조정한 책략이었다. 내각의 상당수가 사임할 것이라고 예상했던 타일러는 클레이에 반대하는 휘그당원들로 구성된 새로운 내각을 신속하게 구성했다.
웹스터는 오랫동안 휘그당과 타일러 행정부에서 자신의 역할에 대해 고심했고, 마침내 1843년 5월 내각에서 사임했다. 에이블 P. 업셔가 웹스터를 대신하여 국무장관이 되었고, 그는 텍사스 공화국 합병이라는 타일러의 우선순위에 집중했다. 타일러 행정부는 자신만의 남부 휘그당원과 북부 민주당원 당을 구축하기 위해 여러 중요한 관리들을 "타일러 맨"으로 교체했다. 이 충성파 중 한 명인 토머스 길머는 해군 장관으로 업셔를 대신했다. 이 개편으로 타일러의 내각은 민주당원과 휘그당원으로 균등하게 구성되었다. 업셔와 길머를 포함한 타일러의 나중 임명자들 중 다수는 사우스캐롤라이나 상원의원 존 캘훈의 추종자들이었다. 타일러는 알지 못했지만, 그들의 행동은 캘훈의 1844년 대통령 후보 지명을 추진하기 위한 계산된 것이었다. 1844년 초 해군 사고로 업셔와 길머가 모두 사망한 후, 타일러는 캘훈을 국무장관으로, 버지니아의 존 Y. 메이슨을 해군장관으로 임명했다. 그해 말, 존 캔필드 스펜서 재무장관이 내각을 떠났고 조지 M. 빕으로 교체되어, 타일러의 내각에는 북부인인 윌리엄 윌킨스 전쟁장관 한 명만 남게 되었다.
타일러는 상원에 의해 내각 지명자가 거부된 첫 대통령이었다. 거부된 네 명의 지명자는 케일럽 쿠싱 (재무부), 데이비드 헨쇼 (해군부), 제임스 포터 (육군부), 제임스 S. 그린 (재무부)이었다. 헨쇼와 포터는 거부되기 전 임시 임명자로 재직했다. 타일러는 쿠싱을 여러 차례 재지명했지만, 쿠싱은 1843년 3월 3일, 제27차 미국 의회의 마지막 날에 세 번 거부되었다. 타일러의 임기 종료 후, 내각 지명자가 상원에 의해 다시 거부되는 일은 1860년대까지 없었다.
타일러의 아내 레티샤 크리스천 타일러는 병약하여 1842년에 사망했다. 그의 며느리 프리실라 쿠퍼 타일러는 1844년 6월 줄리아 가디너 타일러와 결혼하기 전까지 백악관에서 대리 여주인이자 영부인 역할을 했다.

## 사법부 임명
내각 지명자들과 마찬가지로, 타일러의 반대자들은 그의 사법부 지명을 거듭 좌절시켰다. 타일러의 대통령 재임 기간 동안 대법원에서 두 개의 공석이 발생했는데, 1843년에 스미스 톰슨 판사가, 1844년에 헨리 볼드윈 판사가 사망했다. 의회와 항상 대립하던 타일러는 총 아홉 번에 걸쳐 다섯 명의 대법원 후보를 지명했다. 존 C. 스펜서, 루벤 월워스, 에드워드 킹은 모두 한 번 이상 지명이 좌절되었고, 존 M. 리드의 지명은 상원 전체에서 처리되지 못했다. 휘그당이 통제하는 상원은 타일러의 지명자들을 거부했는데, 부분적으로는 다음 대통령, 즉 헨리 클레이가 되기를 바랐기 때문에 그 자리를 비워두고 싶었기 때문이었다.
마침내 1845년 2월 14일, 임기가 한 달도 채 남지 않은 시점에서, 타일러가 톰슨의 자리에 새뮤얼 넬슨을 지명한 것이 상원에서 승인되었다. 민주당원이었던 넬슨은 신중하고 논란의 여지가 없는 법학자로 명성을 얻었다. 그럼에도 불구하고 그의 확인은 놀라운 일이었다. 그는 1872년까지 대법원에서 근무할 것이다. 볼드윈의 자리는 제임스 K. 포크가 지명한 로버트 그리어가 1846년 8월 4일에 승인될 때까지 공석으로 남아 있었다. 타일러는 재임 중 연방 법원에 6명의 다른 성공적인 지명을 했다.

## 경제 정책과 당의 갈등

### 휘그당 정책
해리슨 대통령은 휘그당 정책을 엄격히 준수하고 의회 지도자들, 특히 클레이에게 양보할 것으로 예상되었다. 타일러는 다른 정책에서 휘그당 지도자들과 충돌할 것이었지만, 밴 뷰런 대통령 시절 만들어진 독립 재무부 폐지를 포함한 휘그당 입법 프로그램의 일부에 동의했다. 타일러는 또한 서부 정착을 촉진하기 위해 고안된 1841년 선매법에 서명했다. 이 법은 정착민들이 경매에서 경쟁하지 않고 서부에서 160에이커의 토지를 살 수 있도록 허용했다. 같은 법에는 주들이 토지 판매 수익을 받아 인프라 프로젝트에 자금을 지원하고 다른 투자를 할 수 있는 분배 프로그램이 포함되었다. 타일러의 주장으로, 이 분배 프로그램은 관세율이 20% 미만으로 유지될 경우에만 유효했다. 타일러가 서명한 또 다른 휘그당 정책인 1841년 파산법은 개인이 파산을 선언할 수 있도록 허용했다. 이 법은 미국 역사상 자발적 파산을 허용한 최초의 법이었다.

### 국립은행
의회가 독립 재무부 폐지를 결정한 후, 휘그당은 새로운 국립은행 설립에 주력하여 독립 재무부를 대체할 정부 자금 예치 기관으로 삼기를 희망했다. 미국 제2은행의 연방 인가는 앤드루 잭슨이 재인가 법안에 거부권을 행사한 후 만료되었고, 클레이는 새로운 국립은행 설립을 그의 입법 의제의 핵심으로 삼았다. 클레이의 주장은 부분적으로 밴 뷰런 행정부로부터 물려받은 열악한 경제 상황에 의해 동기 부여되었는데 그는 동맹국들과 함께 국립 은행 재설립이 경제 회복에 도움이 될 것이라고 주장했다. 타일러의 국립은행에 대한 오랜 반대에도 불구하고 클레이는 휘그당 의회 다수와 함께 그의 미국 시스템을 법으로 제정하기로 결심했다.
1841년 6월, 토머스 유잉 재무장관은 타일러의 헌법에 대한 엄격한 해석을 반영한 국립은행 법안을 제안했다. 이 은행은 워싱턴 D.C.에 본사를 두고, 은행의 존재에 동의하는 주에서만 지점을 둘 예정이었다. 클레이는 타일러 행정부의 제안을 일축하고 은행이 주들의 동의 여부와 관계없이 운영될 수 있도록 하는 자체 법안을 추진했다. 클레이의 법안은 8월 6일 의회를 통과했지만 타일러는 8월 16일 이 법안에 거부권을 행사했다. 타일러는 이 법안이 위헌이라고 생각했을 뿐만 아니라, 국립은행을 둘러싼 싸움을 자신과 클레이 사이의 개인적인 싸움으로, 국가의 통제가 걸린 문제로 보게 되었다. 이 거부권 행사에 대한 반응으로, 수많은 휘그당원들과 휘그당 신문들은 타일러를 맹비난했다.
타일러는 자신의 반대 의견을 충족시킬 절충안 은행 법안을 만들려는 노력을 지지하기로 동의했고 내각은 또 다른 버전의 법안을 개발했다. 의회는 유잉 재무장관의 제안에 기초할 것으로 예상되는 법안을 통과시켰지만, 최종 버전이 다른 것으로 변경된 것으로 보이자, 아마도 대통령을 좌절시키기 위함이었을 것으로 추정되는데, 타일러는 그 법안에도 거부권을 행사했다. 타일러의 두 번째 거부권은 전국적으로 휘그당원들을 격분시켰고, 수많은 반타일러 집회와 백악관으로 보내는 분노한 편지들을 촉발했다. 9월 11일, 내각 구성원들은 차례로 타일러의 집무실로 들어와 사임했다. 이는 클레이가 타일러의 사임을 강요하고 자신의 부관인 상원 임시 의장 새뮤얼 L. 사우더드를 백악관에 앉히려는 조치였다. 사임하지 않은 유일한 내각 구성원은 웹스터였는데 그는 1842년 웹스터-애슈버턴 조약을 마무리하고 클레이로부터의 독립성을 보여주기 위해 남아 있었다. 웹스터가 남아있을 용의가 있다고 말했을 때, 타일러는 "그것에 대해 내 손을 잡아주시오, 이제 내가 당신에게 말하건대 헨리 클레이는 운이 다한 사람입니다."라고 말했다고 전해진다. 9월 13일, 대통령이 사임하거나 굴복하지 않자, 의회 휘그당원들은 타일러를 당에서 제명했다. 의회 휘그당원들은 타일러에게 너무나 화가 나서, 방치되어 있던 백악관을 수리하는 데 자금을 할당하는 것을 거부했다.
휘그당은 독립 재무부를 폐지했지만 대체 기관을 만들 수 없었기 때문에 연방 정부는 주립 은행에 돈을 예치했다. 의회 휴회 후 타일러는 국립 은행을 대체할 "재무부 계획"을 제안했다. 재무부 계획은 대통령이 임명한 관리들이 정부 자금을 보관하고 지폐를 발행하는 정부 기관을 설립할 예정이었다. 웹스터는 이 기관이 "헌법을 제외하고 이 나라에서 채택된 어떤 조치보다 가장 유익한 조치"가 될 것이라고 주장했다. 웹스터의 열정에도 불구하고, 이 계획은 의회에서 진지하게 고려되지 않았다. 휘그당은 여전히 국립은행을 원했고 민주당은 독립 재무부 복원을 선호했기 때문이다. 1842년 초, 클레이는 다가오는 대통령 선거에 집중하기 위해 상원에서 사임했다. 클레이의 사임 후, 새로운 국립은행에 대한 아이디어는 타일러의 대통령 재임 기간 동안 잠잠해졌고 의회는 다른 문제로 넘어갔다.

### 관세 및 분배 논쟁

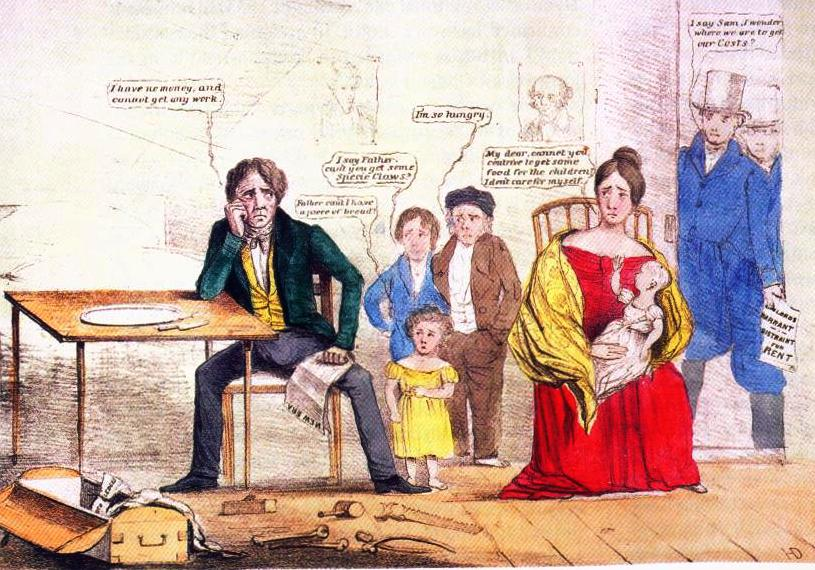
휘그당 만화. 잭슨과 밴 뷰런의 초상화가 걸려 있는 벽 아래에서 실업이 가족에게 미치는 영향을 묘사했다.

1837년 공황으로 인한 지속적인 경제난과 1833년 관세법으로 설정된 비교적 낮은 관세율로 인해 정부는 증가하는 재정 적자에 직면했다. 의회 휘그당은 연방 수입을 확보하고 국내 산업을 보호하기 위해 관세를 인상하기를 원했다. 그러나 휘그당 지도자들은 또한 관세율이 20%를 초과할 경우 만료되도록 설정된 분배 프로그램을 연장하기를 원했다. 1842년 6월, 휘그당 의회는 관세를 인상하고 분배 프로그램을 무조건적으로 연장하는 두 개의 법안을 통과시켰다. 연방 수입 부족으로 관세 인상이 필요한 시기에 분배를 계속하는 것이 부적절하다고 생각한 타일러는 두 법안 모두에 거부권을 행사하여 자신과 휘그당 사이의 모든 남아있는 다리를 끊어버렸다. 의회는 다시 시도하여 두 법안을 하나의 법안으로 합쳤지만, 타일러는 다시 거부권을 행사했다. 이에 많은 의회 의원들이 격분했지만, 거부권을 뒤집는 데는 실패했다. 예산 적자를 해결하기 위한 어떤 조치든 필요했으므로, 하원 세입위원회 의장 밀러드 필모어가 이끄는 의회 휘그당원들은 양원에서 한 표 차이로 1832년 관세법 수준으로 관세를 복원하고 분배 프로그램을 종료하는 법안을 통과시켰다. 타일러는 8월 30일 1842년 관세법에 서명하고, 분배를 복원하는 별도의 법안에는 보류거부권을 행사했다.

### 탄핵 절차
관세 거부권 행사 직후, 하원 휘그당은 미국 역사상 최초의 공식적인 대통령 탄핵 절차를 시작했다. 휘그당의 탄핵 추진은 관세 및 기타 문제에 대한 의견 차이 이상에서 비롯되었다. 타일러의 행동은 대통령이 입법 및 국내 정책과 관련하여 의회에 순종해야 한다고 믿었던 휘그당의 대통령 개념을 위반하는 것이었다. 이러한 견해는 적어도 부분적으로는 이전 대통령들의 행동 방식에 뿌리를 두고 있었다. 휘그당의 숙적 앤드루 잭슨의 대통령 재임 기간까지, 대통령들은 법안에 거의 거부권을 행사하지 않았으며, 그마저도 일반적으로 법안의 위헌 여부를 근거로 했다.
1842년 7월, 존 보츠 하원의원은 타일러에게 여러 혐의를 제기하고 그의 행동을 조사할 9인 위원회를 소집하는 결의안을 제출했으며, 이 위원회가 공식적인 탄핵 권고안을 발표할 것으로 예상했다. 클레이 상원의원은 이 조치가 너무 성급하고 공격적이라고 판단하여, 타일러의 "필연적인" 탄핵을 향한 보다 온건한 진행을 선호했다. 보츠 결의안은 다음 1월까지 연기되었다가 127대 83으로 부결되었다. 보츠 결의안이 부결되었음에도 불구하고, 존 퀸시 애덤스가 이끄는 하원 특별위원회는 대통령의 거부권 사용을 비난하고 그의 인품을 맹비난했다. 위원회는 공식적으로 탄핵을 권고하지는 않았지만, 탄핵 절차의 가능성을 분명히 제시하는 보고서를 발표했다. 1842년 8월, 98대 90으로 하원은 위원회의 보고서를 승인했다. 애덤스는 또한 의회가 거부권을 뒤집기 쉽게 하는 헌법 수정안을 제안했지만, 어느 의회에서도 그러한 조치를 통과시키지 않았다. 궁극적으로 휘그당은 타일러를 탄핵하는 데 실패했는데, 그들은 그의 무죄 판결이 당에 큰 타격을 줄 것이라고 믿었기 때문이었다.

### 1842년 중간 선거
휘그당은 1837년 공황의 여파로 국가가 계속 어려움을 겪으면서 1842년 중간 선거에서 많은 선거구에서 패배했다. 휘그당은 "구제와 개혁"을 약속했지만, 유권자들은 변화의 부재에 대해 당을 처벌했다. 민주당이 하원을 장악했고, 타일러는 의회 휘그당의 패배로 자신이 옳았다고 생각했다. 양당은 1844년 선거에서 각자의 후보를 당선시키려 하면서 대체로 타일러에 계속 반대했다. 제27대 의회 임기 종료 세션이나 제28대 의회에서는 주요 법안이 통과되지 않았다. 타일러의 임기 거의 끝 무렵인 1845년 3월 3일, 의회는 세입 감시선과 관련된 사소한 법안에 대한 그의 거부권을 뒤집었다. 이는 미국 역사상 최초로 대통령의 거부권이 성공적으로 뒤집힌 사례였다.

## 외교 및 군사 문제
에드워드 크레이폴에 따르면 타일러는 국가 확장이라는 공격적이고 성공적인 외교 정책을 펼쳤다. 크레이폴은 타일러의 다음과 같은 정책을 언급했다.
외교 정책 의제는 단순히 노예 제도를 옹호하거나 남부의 연방 내 우위에만 묶여 있지 않았다. 타일러는 모든 지역에 상호적이며 동등하지는 않더라도 상호 이익을 제공할 포괄적인 외교 정책을 구상했다. 그는 영토 및 상업적 확장이 지역적 차이를 완화하고, 연방을 보존하며, 역사상 유례없는 권력과 영광의 국가를 창조할 것이라는 믿음에서 매디슨과 제퍼슨의 제자였다.

### 영국과의 관계

#### 웹스터-애슈버턴 조약
의회에서 국내 의제가 좌절되자, 타일러는 대니얼 웹스터 국무장관과 협력하여 야심찬 외교 정책을 추진했다. 웹스터는 두 나라 간의 고조되는 긴장을 종식시키기 위해 영국과 주요 조약을 체결하고자 했다. 영미 외교 관계는 1830년대 후반 캐롤라인 사건과 애루스툭 전쟁 이후 최저점에 도달했다. 웹스터와 다른 휘그당 지도자들은 병든 미국 경제에 영국 투자를 촉진하기 위해 영국과의 관계 강화를 선호했고, 타일러는 미국 텍사스 합병에 대한 영국의 묵인을 얻기 위해 영국과 화해 정책을 추구했다. 이러한 화해 정책의 일환으로 타일러 행정부는 메인주와 캐나다 간의 국경을 정착시킬 영미 조약에 대한 여론을 형성하기 위해 비밀 선전 캠페인을 시작했다. 파리 조약이나 헨트 조약에서 해결되지 않았던 이 문제는 수십 년 동안 미국과 영국 간의 관계를 긴장시켰다.
영국 외교관 애슈버턴 경이 1842년 4월 워싱턴에 도착했고, 수개월간의 협상 끝에 1842년 8월 미국과 영국은 웹스터-애슈버턴 조약에 합의했다. 메인주 대표단은 웹스터가 주의 지지를 얻기 위해 초청했고, 다소 마지못해 조약 지지에 동의했다. 이 조약은 메인주의 북부 국경과 논쟁 중이던 미-캐나다 국경의 다른 부분들을 명확히 구분했다. 또한 이 조약은 대서양 노예 무역에 대한 단속 강화를 약속하는 내용을 포함했다.
토머스 하트 벤턴 상원의원은 이 조약이 미국 영토를 "불필요하게 부끄럽게" 포기했다고 주장하며 상원의 반대를 이끌었지만, 벤턴에 동조하는 사람은 거의 없었다. 웹스터-애슈버턴 조약은 상원에서 39대 9로 비준되었고, 미국인들 사이에서 인기를 얻었지만, 양당에서 타일러에게 공로를 인정한 사람은 거의 없었다. 이 조약은 미영 전쟁 이후 영미 관계가 점점 더 따뜻해지는 중요한 전환점을 나타냈는데, 양국이 북미에 대한 공동 통제를 수용했음을 보여주었다. 미국의 팽창주의자들은 대신 멕시코에 집중했고, 로버트 필 총리가 이끄는 영국 정부는 국내 및 유럽 문제에 주의를 돌릴 수 있게 되었다.

#### 오리건
서해안에서 미국의 주요 역할을 보장하기 위해 타일러는 오리건 컨트리의 분할과 관련하여 영국과 조약을 체결하고자 했다. 두 나라는 1818년 조약 체결 이후부터 미개척 지역에 대해 평화롭게 공동 영유권을 주장해 왔다. 영국과 미국은 영토 분할에 대해 간헐적으로 논의에 참여했지만, 합의에 도달하지 못했다. 영국은 미-캐나다 국경을 서쪽으로 북위 49도선까지 확장하여 컬럼비아강과 만나는 지점에서 그 강을 경계로 삼는 것을 선호했다. 미국에게는 퓨젓사운드만 내 심해 항구 부지 확보가 주요 목표였다. 이 지역의 유일한 심해 항구 부지는 컬럼비아강 북쪽에 있었지만 북위 49도선 남쪽에 있었다. 타일러는 또한 이 영토의 일부를 획득하는 것이 텍사스의 동시 합병을 북부인들에게 더 수용 가능하게 만드는 데 도움이 될 것이라고 믿었다. 점점 더 많은 미국인들이 오리건 가도를 따라 오리건 컨트리로 이주하여 정착함에 따라, 이 영토의 지위는 점점 더 중요한 문제가 되었다. 미국 탐험대의 찰스 윌크스와 같은 일부 미국인들은 북위 54도 40분선까지 확장되는 전체 영토의 영유권을 주장하는 것을 선호했다.
오리건에 대한 영국과의 합의에 대한 타일러의 열정은 업셔와 캘훈이 공유하지 않았는데, 그들은 둘 다 텍사스 합병에 집중했다. 이 영토의 획득은 1844년 선거의 주요 선거 쟁점이 될 것이었으며, 많은 팽창주의자들은 전체 영토의 확장을 요구했다. 1846년, 미국과 영국은 타일러가 주장했던 방식으로 오리건을 분할하는 데 합의할 것이다.

### 태평양
1842년 미국 탐험대의 귀환은 중국과의 무역에 대한 미국의 관심을 자극했다. 타일러는 태평양에 미국 항구를 설립하려고 노력했지만, 그의 행정부는 적절한 위치에 대한 논란의 여지 없는 통제권을 확립할 수 없었다. 웹스터는 영국에게 멕시코가 샌프란시스코를 팔도록 압력을 가하도록 설득하려고 했지만, 영국과 멕시코 모두 이 제안에 관심이 없었다.
이전 행정부는 하와이 제도에 거의 관심을 보이지 않았지만, 미국 선교사들은 많은 주민들을 성공적으로 개종시켰다. 호놀룰루에 기반을 둔 미국 상인들은 하와이 왕국에서 영향력을 행사하게 되었고, 이 왕국은 태평양 무역에서 핵심적인 위치를 차지하고 있었다. 웹스터의 권유로 타일러는 1842년에 워싱턴이 어떤 유럽 열강의 왕국 식민지화에도 반대할 것이라고 발표했다. 먼로주의를 하와이로 효과적으로 확장한 이 정책은 타일러 독트린으로 알려지게 되었다.
국제 시장에서 영국과 경쟁하기 위해 타일러는 변호사 케일럽 쿠싱을 중국으로 파견했고, 쿠싱은 1844년 왕샤 조약 조건을 협상했다. 미국과 중국 간의 첫 양자 협정이었던 이 조약은 이후 수년간 양국 간의 무역을 크게 확대하는 데 기여했다.

### 도어 반란
타일러는 로드아일랜드 주 정부에 대한 대중적인 반란인 도어 반란을 진압하기 위해 군대를 사용하도록 요청받았다. 그는 군대를 보내지 않았다. 다른 대부분의 주와 달리 1840년대 초까지 로드아일랜드주는 모든 성인 백인 남성에게 투표권을 확대하지 않았다. 토머스 도어와 같은 개혁가들은 점점 더 불만을 품고 주 헌법으로 계속 작동하던 1663년 로드아일랜드 왕립 헌장을 개정하기 위한 헌법 제정 회의를 요구했다. 1830년대에 로드아일랜드 주 의원이었던 도어는 보통 남성 참정권을 요구하는 제3당을 결성했다. 1842년 초, 도어는 경쟁적인 주지사 선거 후 새뮤얼 워드 킹 주지사의 정부에 맞서는 경쟁 정부를 수립했다.
1842년 도어 반란이 정점에 달하자, 타일러는 주지사와 주의회가 연방군을 보내 반란군 진압을 돕도록 요청한 것을 숙고했다. 타일러는 양측 모두에게 진정을 요구하며, 주지사가 대부분의 남성에게 투표권을 부여하도록 선거권을 확대할 것을 권고했다. 타일러는 로드아일랜드에서 실제 반란이 발생할 경우 정규 정부(또는 헌장 정부)를 돕기 위해 무력을 사용할 것이라고 약속했다. 그는 연방 지원이 반란을 예방하는 것이 아니라 진압하는 데만 사용될 것이며, 폭력이 발생한 후에야 가능할 것이라고 분명히 했다. 기밀 요원들의 보고를 들은 후, 타일러는 '불법 집회'가 해산되었으며, "화해의 태도와 에너지 및 결단력"에 대한 자신감을 표명했다. 결국, 그는 연방군을 보낼 필요가 없었다. 반군들은 주 민병대가 그들을 향해 진군하자 주를 떠났지만, 이 사건은 로드아일랜드에서 더 넓은 참정권으로 이어졌다.

### 기타 문제
타일러와 에이블 P. 업셔 해군장관은 해군이 대서양과 태평양 모두에서 미국 무역을 보호할 수 있도록 해군에 대한 자금 지원을 늘리고 개혁을 주장했다. 해군 장교단 확대와 해군 사관학교 설립을 포함한 업셔의 많은 제안은 의회에서 부결되었다. 업셔는 많은 선박을 증기 동력으로 전환하는 것을 감독하고 미국 해군 천문대 설립에 기여했다. 업셔는 또한 해군 최초의 프로펠러 증기 군함인 USS 프린스턴의 건설을 시작했다.
타일러는 1842년 플로리다에서 길고 피비린내 나는 제2차 세미놀 전쟁을 종식시켰고, 아메리카 원주민의 강제 동화에 관심을 표명했다. 1845년 3월 3일, 플로리다는 타일러가 연방 가입 법안에 서명함으로써 27번째 주가 되었다.
프로이센 주재 공사(1835-1846)였던 헨리 휘튼은 독일 관세동맹과 상업 상호주의 조약을 협상했다. 이 관세동맹은 프로이센과 18개의 소규모 주를 포함했다. 이 조약은 특히 미국 담배와 면화, 독일 돼지비계와 제조품에 대한 관세의 상호 인하를 요구했다. 관세동맹 회원국들은 모두 조약에 동의했으며, 1844년 3월 25일 서명되었다. 그러나 상원 외교위원회는 1844년 6월 14일 비준에 반대하는 보고서를 제출했고, 조약은 발효되지 않았다. 이 조약은 텍사스 합병 조약이 상원에서 논의되는 동시에 고려되었으며, 적대적인 휘그당 상원은 두 조약 모두 비준을 거부했다. 상원의원들은 관세율이 법률이 아닌 조약에 의해 고정되는 것을 싫어했다. 영국은 이에 반대했고, 프로이센은 워싱턴에 외교관이 없었다. 타일러 대통령은 인기가 없었고, 일부 미국 상업 이익 집단은 반대했다.

## 프리몬트 탐험 (1842년 및 1843~1844년)

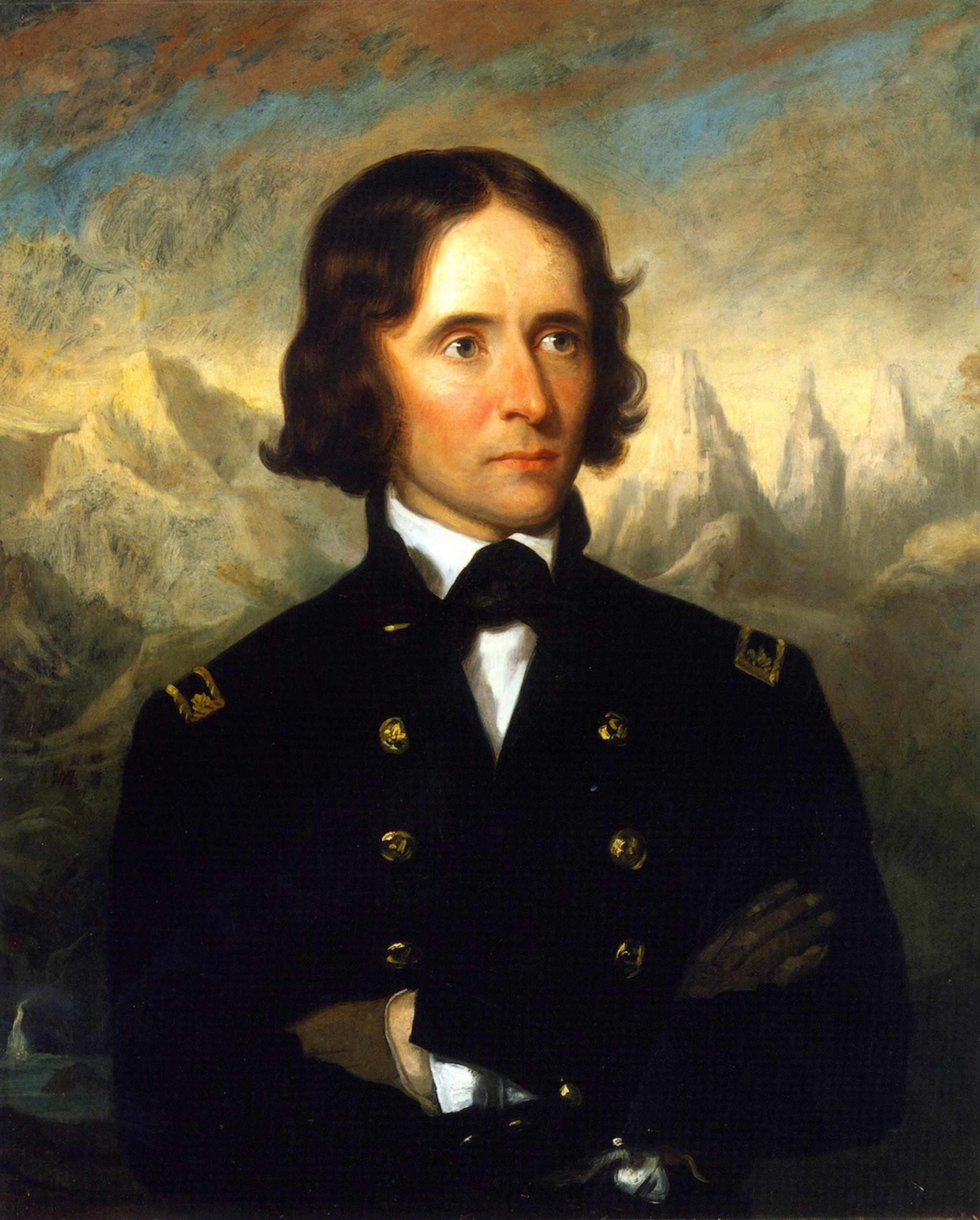
타일러 대통령 재임 중 (1842년 및 1843–1844년) 존 C. 프리몬트 대위의 탐험은 미국 이민자들에게 서부를 개방했다.

타일러의 대통령직은 서부 탐험에서 대중적인 성공을 거두었다. 존 C. 프리몬트 대위는 두 차례의 내륙 과학 탐험(1842년 및 1843-1844년)을 완료하여 서부를 미국 이민자들에게 개방했다.  타일러 자신도 캘리포니아 북부 경계에서 알래스카 남부 경계까지 뻗어 있는 오리건으로 알려진 로키 산맥 서쪽의 광대한 영토에 관심을 가졌다. 당시 영국과 미국은 1818년 협약에 따라 오리건을 공동 점유하고 있었다.  멕시코는 캘리포니아를 포함하여 오리건 남쪽 땅의 전통적인 소유자였다. 1841년, 타일러는 의회에 카운실블러프스에서 태평양까지 이어지는 일련의 미국 요새를 건설할 것을 촉구했다.  타일러는 영국이나 멕시코를 적대시하고 싶지 않았기 때문에 타일러 재임 중 프리몬트 탐험의 두 가지 공식 목적은 오직 과학 정보 수집이었다. 그러나 프리몬트의 두 탐험은 영국과 멕시코에 미국이 태평양까지 확장하려는 의도를 알리는 것이었다.
1842년 여름, 프리몬트 소령은 첫 탐험을 시작하여 로키산맥의 윈드리버를 탐험하고, 사우스 패스를 통과하는 오리건 가도를 조사하며, 강과 토지의 비옥도에 대해 보고하고, 요새의 최적지를 찾고 와이오밍의 산맥들을 묘사해야 했다. 프리몬트와 그의 25명 일행은 산악인 키트 카슨을 포함하여 1842년 6월 15일 캔자스강에서 출발하여 플랫강을 따라 사우스 패스로 이동했으며, 그린 리버에서 시작하여 윈드리버산맥을 탐험했다. 프리몬트는 13,745피트 높이의 산인 프리몬트 피크에 올라 미국 국기를 꽂고 로키산맥과 서부를 미국 영토로 선언했다. 그러나 프리몬트의 5개월간의 탐험은 성공적이었으며, 10월에 워싱턴으로 돌아왔다.
1843년 여름, 프리몬트는 두 번째 탐험을 시작했다. 프리몬트와 그의 거의 40명의 잘 갖춰진 대원들은 세인트루이스에서 논란의 여지가 있는 12파운드짜리 곡사포를 얻은 후 5월에 미주리 강을 떠났다.  프리몬트는 카슨에게 두 번째 탐험에 동행하도록 요청했고, 그의 입증된 실력 때문에 카슨은 아칸소 강에서 프리몬트 일행에 합류했다. 프리몬트는 정규 오리건 트레일을 택했다.  그의 일행은 그레이트솔트호의 북부를 탐험하기 위해 멈췄고, 홀 요새와 보이시 요새를 거쳐 마커스 휘트먼의 선교관으로 이동했으며, 스네이크강을 따라 컬럼비아강으로 들어가 오리건으로 향했다. 컬럼비아 강을 따라 서쪽으로 이동하면서 프리몬트와 그의 일행은 캐스케이드산맥 봉우리들을 보았고 세인트헬렌스산과 후드산을 지도에 표시했다. 11월 5일 달스에 도착한 프리몬트는 일행을 떠나 보급품을 위해 영국령 밴쿠버 요새로 이동했다.
세인트루이스로 돌아가는 대신, 프리몬트는 로키 산맥과 시에라 산맥 사이의 그레이트베이슨을 탐험하기로 결심했다.  프리몬트와 그의 일행은 오리건 영토를 통해 캐스케이즈 산맥의 동쪽 측면을 따라 남쪽으로 이동하여 그가 명명한 피라미드 호수에 도착했다. 시에라네바다산맥의 동쪽을 유지하기 위해 동쪽으로 돌아온 후, 그들은 1844년 1월 18일 카슨 강에 도달하며 다시 남쪽으로 향했다. 프리몬트는 춥고 눈 덮인 시에라네바다산맥으로 서쪽으로 들어섰고, 타호호를 본 최초의 미국인 중 한 명이 되었다. 카슨은 프리몬트 일행을 높은 시에라 산맥을 가로지르는 새로운 고개를 성공적으로 이끌었으며, 프리몬트는 그의 이름을 따서 카슨 패스라고 명명했다. 프리몬트와 그의 일행은 3월 초 아메리칸강 계곡을 따라 서터 요새로 내려갔다.
서터 요새를 떠난 프리몬트와 그의 대원들은 샌 호아킨 밸리 동쪽 끝을 따라 남쪽으로 향했고, 로스앤젤레스와 산타페 사이의 "스패니시 트레일"을 지나 테하차피 패스를 통해 동쪽으로 향했다. 그레이트베이슨을 탐험하면서 프리몬트는 모든 땅이 바다로 흘러가는 강이 없는 내륙유역임을 확인했다. 유타 호수를 탐험한 후, 프리몬트는 푸에블로를 거쳐 아칸소 강의 벤츠 요새에 도착했다. 1844년 8월, 프리몬트와 그의 대원들은 마침내 세인트루이스로 돌아왔고, 사람들의 열광적인 환영을 받으며 1년 이상 지속된 여정을 마쳤다.

## 텍사스 합병과 좌절된 1844년 후보 지명

### 배경
스페인 당국의 격려를 받아 많은 미국인들이 1820년대 텍사스에 정착했고, 이 지역은 멕시코 독립 전쟁 이후 멕시코의 일부가 되었다. 미국은 자주 텍사스를 사려고 시도했지만 멕시코는 이러한 제안을 계속 거부했다. 1836년까지 텍사스에서 앵글로계 미국인들이 히스패닉보다 두 배나 많았고, 미국 정착민들은 멕시코 법이 노예 제도를 금지했음에도 불구하고 노예들을 계속 소유했다. 1833년 멕시코 대통령으로 취임한 안토니오 로페스 데 산타 안나는 정책을 중앙집권화하고 텍사스 혁명을 포함한 반란을 촉발했다. 샘 휴스턴의 지휘 아래, 텍사스 공화국 군대는 샌재신토 전투에서 산타 안나의 군대를 결정적으로 격파했다. 전투 후, 산타 안나는 벨라스코 조약에 서명하는 데 동의했고, 텍사스 지도자들은 이를 텍사스 독립의 인정으로 보았다. 멕시코 의회는 강압적인 상황에서 산타 안나로부터 얻어진 조약을 비준하기를 거부했고, 멕시코는 계속 텍사스를 분리된 주로 간주했다. 멕시코는 이후 몇 년 동안 텍사스를 재점령하기 위한 원정대를 시작했지만, 이 원정대는 실패로 끝났다. 텍사스 사람들은 적극적으로 미국 가입을 추구했지만, 잭슨과 밴 뷰런은 또 다른 노예주를 합병함으로써 노예 제도에 대한 긴장을 고조시키는 것을 꺼려했다. 텍사스 지도자들은 동시에 멕시코에 대항하여 경제적, 군사적, 외교적 지원을 제공할 것이라는 희망으로 영국과 접촉했다. 취임하자마자 타일러는 합병을 강력히 지지했지만, 웹스터 국무장관의 반대로 타일러는 임기 후반까지 태평양 관련 계획에 집중하기로 결정했다.

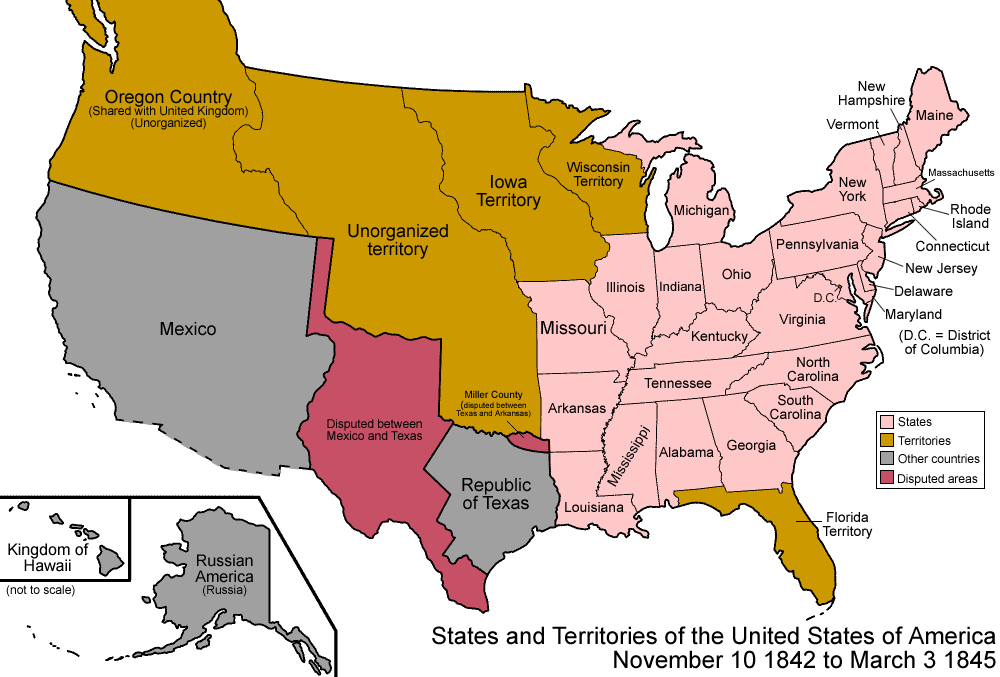
1843년 당시 미국과 이웃 국가들의 국경. 북동부의 메인주 국경은 웹스터-애슈버턴 조약에 의해 공식화되었고, 남서부의 텍사스 공화국은 멕시코와 국경 분쟁이 있었다. 타일러는 텍사스인들의 합병 열망을 공유했지만, 이를 달성하기까지 몇 년간의 정치적 다툼이 필요했다.

타일러의 서부 확장주의 욕구는 역사학자와 학자들 모두가 동의하지만, 그 동기에 대해서는 견해가 다르다. 전기 작가 에드워드 C. 크레이폴은 제임스 먼로 대통령 재임 기간 동안 타일러(당시 하원의원)가 노예 제도가 연방에 드리워진 "어두운 구름"이라고 제안했으며, "이 구름을 흩뜨리는 것이 좋을 것"이라고 언급하여, 구 노예주에 흑인 수가 줄어들면 버지니아와 다른 남부 상부 주에서 점진적인 해방 과정이 시작될 것이라고 했다. 그러나 역사학자 윌리엄 W. 프리링은 타일러가 텍사스를 합병한 주요 동기는 영국이 텍사스에서 노예 해방을 추진하여 미국 내 노예 제도를 약화시키려는 의도된 노력을 선제적으로 차단하는 것이었다고 썼다. 노마 로이스 피터슨은 타일러가 합병이 자신의 행정부의 결정적인 업적이 될 것이며 재선 가능성을 높일 것이라고 믿었다고 썼다.

### 업셔 휘하의 협상
1843년 초, 웹스터-애슈버턴 조약 및 기타 외교적 노력을 완료한 타일러는 텍사스 문제를 전폭적으로 추진할 준비가 되었다고 느꼈다. 그는 시험풍선으로서 당시 버지니아의 하원의원이었던 그의 동맹 토머스 워커 길머를 파견하여 합병을 옹호하는 서신을 발표하게 했고, 이는 좋은 반응을 얻었다. 웹스터와의 성공적인 관계에도 불구하고 타일러는 텍사스 계획을 지지하는 국무장관이 필요하다는 것을 알았다. 웹스터의 영국 조약 작업이 완료되자, 타일러는 웹스터를 사우스캐롤라이나의 휴 S. 레가르로 교체했다.
새롭게 임명된 존 캔필드 스펜서 재무장관의 도움으로 타일러는 이전의 후원 반대 입장을 뒤집고 여러 공직자들을 해고하고 친합병 지지자들로 교체했다. 그는 정치 조직가 마이클 월시의 도움을 받아 뉴욕에 정치 조직을 구축했다. 하와이 영사직 임명을 대가로, 언론인 알렉산더 G. 에이벨은 존 타일러의 삶이라는 찬양적인 전기를 썼고, 이는 대량으로 인쇄되어 우체국장들에게 배포되었다. 자신의 대중 이미지를 개선하기 위해 타일러는 1843년 봄 전국 순회에 나섰다. 이 행사들에서 대중의 긍정적인 반응은 워싱턴에서의 그의 따돌림과 대조를 이루었다. 순회는 매사추세츠주 보스턴의 벙커 힐 기념탑 헌납에 초점을 맞추었다. 헌납 직후, 타일러는 레가르의 갑작스러운 죽음을 알게 되었고, 이는 축제의 분위기를 가라앉히고 나머지 순회를 취소하게 만들었다. 레가르의 사망 후, 타일러는 에이블 P. 업셔 해군장관을 새로운 국무장관으로 임명했다. 업셔와 그의 고문인 더프 그린은 영국이 텍사스를 설득하여 노예 제도를 폐지하고 남부 미국의 이익을 훼손하려는 복잡한 계획을 시도하고 있다고 믿었다. 비록 로버트 필 영국 총리 정부는 실제로 텍사스에서 노예 폐지론을 추진하는 데 거의 관심이 없었지만, 그러한 계획에 대한 두려움은 업셔가 텍사스에서 노예 제도를 보존하기 위해 가능한 한 빨리 합병을 추진하도록 동기를 부여했다.
타일러와 업셔는 텍사스 정부와 조용한 협상을 시작하여 합병 약속에 대한 대가로 멕시코로부터 군사적 보호를 약속했다. 헌법이 그러한 군사적 약속에 대한 의회 승인을 요구했기 때문에 비밀 유지가 필요했다. 업셔는 새로운 노예주 합병을 경계하는 북부 유권자들의 지지를 얻기 위해 텍사스에 대한 영국의 가능한 계획에 대한 소문을 퍼뜨렸다. 한편 텍사스 지도자들은 미국 상원에서 거부될 수 있는 어떤 합병 조약에도 서명하는 것을 꺼려했다. 텍사스 지도자들의 계속되는 회의론에도 불구하고, 협상가들은 1844년 2월 말 이전에 합병 조약의 조건을 확정했다. 조약 조건에 따르면, 텍사스는 나중에 주가 되는 영토로 합류하며, 미국은 텍사스의 공공 토지와 공공 부채를 모두 인수할 것이다.

### USS 프린스턴 재난

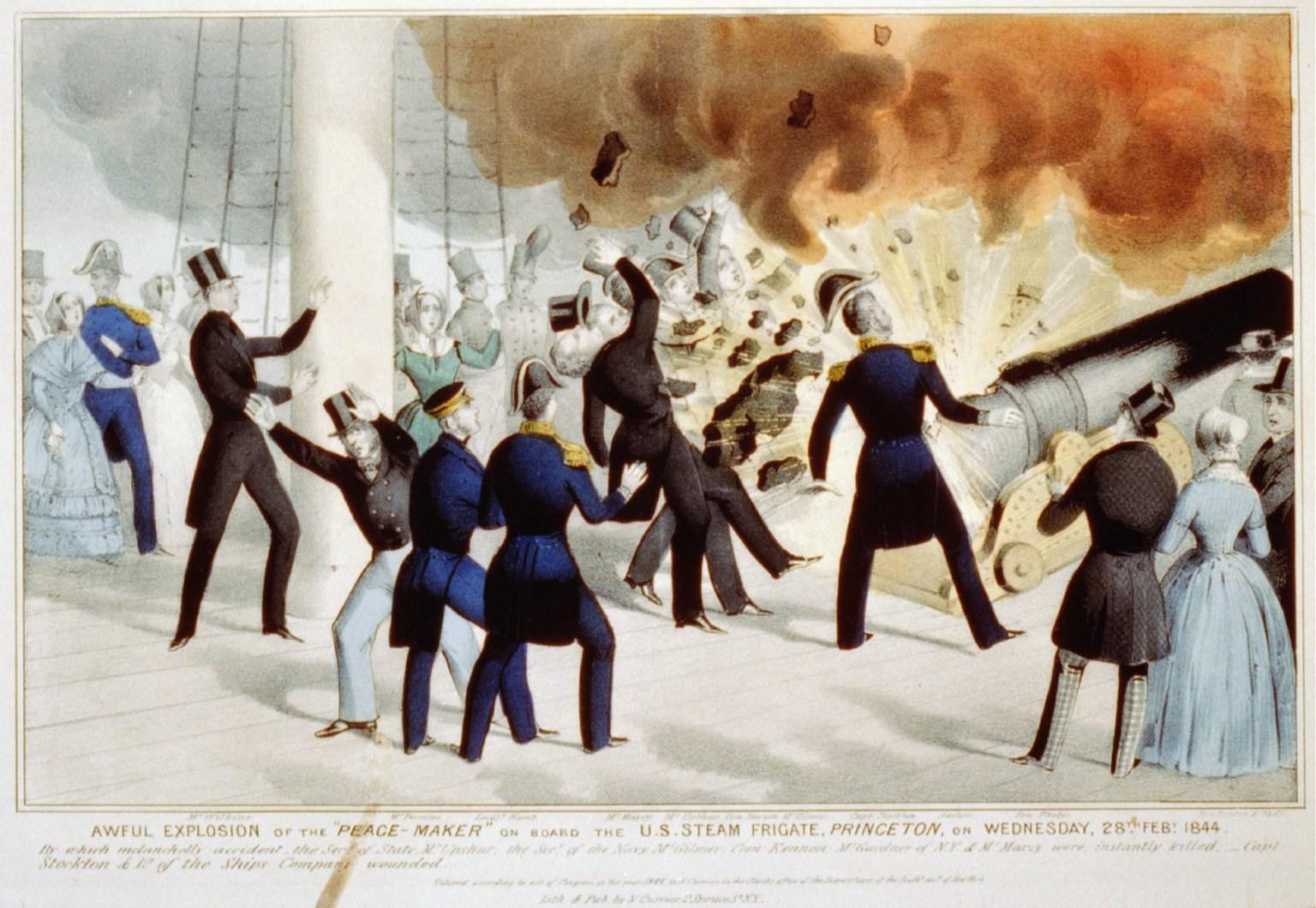
프린스턴 재난 (1844년)의 석판화.

합병 조약 완료 다음 날인 1844년 2월 28일, 새로 건조된 USS 프린스턴에서 포토맥강을 따라 기념 순항이 열렸다. 배에는 타일러와 그의 내각을 포함한 400명의 손님과 세계에서 가장 큰 해군포인 "피스메이커"가 실려 있었다. 대포는 오후에 여러 차례 의례적으로 발사되어 구경꾼들에게 큰 즐거움을 주었다. 몇 시간 후, 로버트 F. 스톡턴 함장은 군중의 설득으로 한 발 더 발사하기로 했다. 오작동으로 인해 폭발이 발생하여 길머와 업셔, 그리고 버질 맥시, 데이비드 가디너, 베벌리 케넌 제독, 타일러의 흑인 노예이자 몸종이었던 아미스테드가 사망했다. 안전하게 갑판 아래에 머물렀던 타일러는 다치지 않았다. 데이비드 가디너의 죽음은 데이비드의 딸 줄리아 가디너에게 큰 충격을 주어 그녀는 기절했고 대통령 자신이 안전하게 옮겼다. 줄리아는 나중에 슬픔에서 회복되어 타일러 대통령과 결혼했다.

### 캘훈 임명

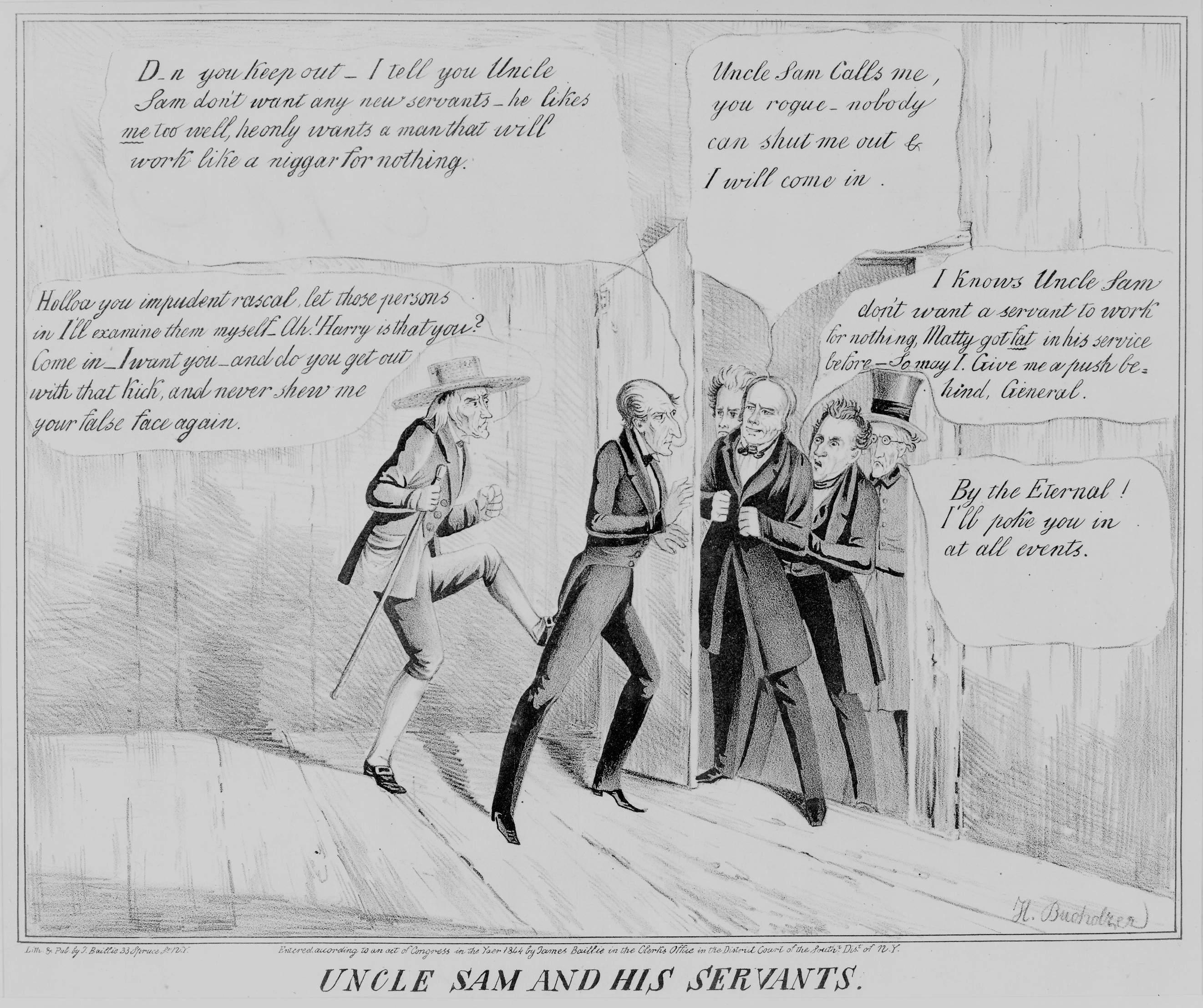
타일러가 두 번째 임기를 확보하려는 노력을 풍자하는 반타일러 풍자화. 타일러는 반대자들인 클레이, 포크, 캘훈, 잭슨에게 문을 닫으려 하고, 엉클 샘은 그에게 클레이를 들여보내라고 요구했다.

1844년 3월 초, 타일러는 존 캘훈 상원의원을 국무장관으로 임명했다. 캘훈은 1년 만에 네 번째 국무장관이었다. 타일러의 절친한 친구인 버지니아 하원의원 헨리 A. 와이즈는 프린스턴 재난 후, 와이즈가 혼자 동료를 통해 캘훈에게 직책을 제안했고, 그 동료는 그 제안이 대통령으로부터 온 것이라고 생각했다고 썼다. 와이즈가 타일러에게 자신이 한 일을 말하러 갔을 때, 대통령은 화가 났지만 이제 그 행동을 그대로 두어야 한다고 느꼈다. 타일러는 오랫동안 야심찬 캘훈을 자신의 내각에 영입하는 것을 망설였지만, 일부 역사학자들은 와이즈의 사건 해석에 의문을 제기했다. 캘훈을 임명한 타일러의 동기가 무엇이든, 그 결정은 타일러가 자신의 정치적 존경심을 확립하려던 어떤 희망도 망쳐버린 심각한 전술적 실수였다. 캘훈은 텍사스 합병을 선호했고 남부에서 강력한 지지층을 가지고 있었다. 그러나 북부인들의 눈에는 캘훈이 무효화와 노예 제도 확장의 상징이었고, 그의 임명은 텍사스 문제를 노예 제도 문제와 분리하려는 타일러의 시도를 약화시켰다.
1844년 4월, 캘훈과 두 명의 텍사스 협상가는 텍사스 합병을 규정하는 조약에 서명했다. 합병 조약의 내용이 대중에게 유출되자, 이는 타일러의 지위를 높일 수 있는 어떤 것도 반대하는 휘그당원들뿐만 아니라 노예 제도 반대자들과 합병을 미국의 적대 행위로 간주할 것이라고 발표했던 멕시코와의 대립을 두려워하는 사람들로부터 반대에 부딪혔다. 휘그당과 민주당 지명 경쟁의 선두 주자였던 클레이와 밴 뷰런은 모두 합병에 반대하기로 결정했다. 이를 알고 있었던 타일러는 1844년 4월에 조약을 비준을 위해 상원에 보낼 때, 통과될 것이라고 기대하지 않았다.

### 1844년 후보 지명
1841년 타일러가 휘그당과 결별한 후 그는 다시 옛 민주당으로 돌아가기 시작했지만 당원들, 특히 밴 뷰런 추종자들은 그를 받아들일 준비가 되어 있지 않았다. 타일러는 당선될 가능성이 거의 없다는 것을 알았기에, 자신의 대통령직과 유산을 구할 유일한 방법은 텍사스 문제에 대한 여론을 자신에게 유리하게 움직이는 것이었다. 그는 지난 1년 동안 구축했던 공직자들과 정치 네트워크를 활용하여 제3당인 민주공화당을 결성했다. 전국에 걸쳐 친타일러 신문들은 1844년 초 내내 그의 후보 지명을 홍보하는 사설을 게재했다. 전국 각지에서 열린 회의 보고서들은 대통령에 대한 지지가 공직자들에게만 국한되지 않았음을 시사한다. "타일러와 텍사스!"라고 쓰인 현수막을 든 타일러 지지자들은 민주당이 자체 전당대회를 개최하던 바로 그 시기인 1844년 5월에 자신들의 지명 대회를 열었다.
타일러의 대통령 재임 기간 중반에, 민주당은 특히 캘훈과 밴 뷰런 추종자들 사이에 심하게 분열되어 있었다. 켄터키의 전 부통령 리처드 멘터 존슨, 미시간의 전 전쟁장관 루이스 캐스, 펜실베이니아의 제임스 뷰캐넌 상원의원도 1844년 민주당 대통령 후보 지명 경쟁자로 떠올랐다. 1843년 말까지 밴 뷰런은 민주당 대통령 후보 지명의 선두 주자로 부상했고, 캘훈은 지명 경쟁에 나서지 않기로 결정했다. 텍사스 합병 찬성론자들이 그의 후보 지명을 반대하기 시작하면서 밴 뷰런의 당내 입지는 약화되었다. 1844년 민주당 전당대회에서 밴 뷰런은 민주당 표의 필요한 3분의 2 이상을 얻는 데 실패했다. 민주당이 아홉 번째 투표에서야 텍사스 합병을 지지하는 덜 알려진 후보인 제임스 K. 포크에게 시선을 돌렸다. 앤드루 잭슨의 제자였던 포크는 전당대회 이전에 부통령 지명을 얻기를 바랐지만, 민주당 대의원들은 대신 포크를 미국 역사상 최초의 "다크호스" 대통령 후보로 만들었다. 포크의 지명은 캘훈 추종자들을 기쁘게 했고, 그들은 타일러가 아닌 포크의 후보 지지를 던졌다. 한편 클레이는 1844년 휘그당 전당대회에서 대통령으로 지명되었다.

### 진행 중인 논쟁과 1844년 선거
상원은 1844년 5월 중순에 상원 합병 조약을 논의하기 시작했고, 6월 8일 16대 35로 조약을 부결시켰다. 조약에 대한 지지의 대부분은 노예주를 대표하는 민주당원들로부터 나왔다. 전술을 변경하여 타일러는 조약을 하원에 제출했다. 그는 상원에서 3분의 2의 찬성이 아닌 양원 단순 과반수 투표로 텍사스를 공동 결의안으로 합병하도록 의회를 설득하기를 희망했다. 텍사스와 오리건에 대한 논쟁은 1844년 중반 내내 미국 정치 담론을 지배했다. 텍사스 합병의 강력한 지지자였던 전 대통령 앤드루 잭슨은 포크를 설득하여 타일러를 민주당으로 다시 받아들이도록 했고, 민주당 편집자들에게 그에 대한 공격을 중단하라고 지시했다. 이러한 발전에 만족한 타일러는 8월에 경선에서 물러나 포크를 대통령으로 지지했다. 그리하여 타일러는 두 번째 임기를 추구하지 않기로 결정한 최초의 현직 대통령이 되었다. 철수 발표 공개 서한에서 타일러는 포크 행정부가 "내 행정부의 연속이 될 것이며, 그는 내 정책 대부분의 옹호자임을 알게 될 것"이라는 자신의 신념을 밝혔다.

1844년 선거인단 투표 결과

클레이는 민주당 전당대회 후 자신의 당선을 확신했지만, 선거가 다가올수록 의구심이 커졌다. 로버트 워커와 같은 민주당원들은 텍사스 합병 문제를 재구성하여, 텍사스와 오리건이 정당하게 미국 땅이었지만 먼로 행정부 시기에 상실되었다고 주장했다. 워커는 더 나아가 텍사스가 북부 상품을 위한 시장을 제공하고 노예 제도의 "확산"을 허용할 것이며, 이는 결국 점진적인 해방으로 이어질 것이라고 주장했다. 이에 대해 클레이는 텍사스 합병이 멕시코와의 전쟁을 초래하고 지역적 긴장을 고조시킬 것이라고 주장했다. 결국 포크는 매우 치열한 선거에서 승리하여 선거인단에서 클레이를 170대 105로 물리쳤다. 뉴욕에서 단 몇 천 명의 유권자만 바뀌었어도 클레이가 당선되었을 것이다. 노예 폐지론자 자유당 후보 제임스 G. 버니는 뉴욕에서 수천 표의 반합병 표를 얻었고, 그의 출마는 클레이에게 선거 비용을 초래했을 수도 있다. 뉴욕 외에 클레이는 해리슨이 승리했던 조지아, 루이지애나, 미시시피, 메인, 펜실베이니아 등 여러 주에서 패배했다. 동시 진행된 의회 선거에서는 민주당이 상원 통제권을 획득하고 하원 통제권을 유지했다.

### 합병 달성
선거 후 타일러는 의회에 보낸 연례 메시지에서 "국민의 압도적 다수와 주들의 상당수 다수가 즉각적인 합병을 지지한다고 선언했다"고 발표했다. 의회는 1844년 12월부터 1845년 2월까지 합병을 논의했다. 포크가 워싱턴에 도착하고 즉각적인 합병을 지지하면서, 텍사스를 공동 결의안으로 합병하려는 타일러의 제안에 민주당원들이 단결하는 데 도움이 되었다. 1845년 2월 말, 하원은 상당한 표차로, 상원은 간신히 27대 25의 근소한 차이로 텍사스에 합병 조건을 제안하는 공동 결의안을 승인했다. 모든 민주당 상원의원이 이 법안에 찬성했고, 남부 휘그당 상원의원 세 명도 찬성했다. 3월 1일, 임기 종료 3일 전, 타일러는 합병 법안에 서명하여 법률로 제정했다. 이 법안은 대통령이 합병 협상을 재개하거나 주 지위를 제안할 수 있도록 했다. 이는 미국이 텍사스의 공공 토지나 공공 부채를 인수하지 않는다는 점에서 타일러의 제안된 조약과 달랐다.
대통령 임기 마지막 날인 3월 3일, 타일러는 특사 앤드루 잭슨 도넬슨을 통해 텍사스에 합병과 주 지위를 제안했다. 취임하자마자 포크는 제안을 철회하는 것을 고려했지만, 결국 타일러의 결정을 지지하기로 결정했다. 약간의 논쟁 끝에, 텍사스는 조건을 수락하고 1845년 12월 29일 28번째 주로 연방에 가입했다.

## 개인 생활
타일러는 행정부의 어려움 속에서도 개인적인 비극을 겪어야 했다. 그의 아내 레티샤 크리스천 타일러는 한동안 병을 앓고 있었고, 백악관 행사에는 참여하지 않았다. 그녀는 뇌졸중으로 쓰러져 1842년 9월 10일 사망했다.
불과 5개월 만에 타일러는 워싱턴 D.C.에서 가장 인기 있는 사교계 명사인 줄리아 가디너에게 구애하기 시작했는데, 그녀는 22세로 대통령보다 30살 어렸으며, 그의 여덟 자녀 중 세 명보다도 어렸다. 그들은 1844년 6월 26일 작은 결혼식에서 결혼했다. 이것은 대통령이 재임 중에 결혼한 최초의 사례였고, 결혼식은 신문에 대대적으로 보도되었다.

## 역사적 평판
학자들과 전문가들은 타일러를 칭찬하거나 비판도 했지만 일반 대중들은 그에 대해 거의 알지 못한다. 그는 미국에서 가장 잊힌 대통령 중 한 명이다. 2014년 타임지는 "잊을 수 없는 대통령 상위 10인"을 검토했다:
존 타일러는 "티피카누와 타일러도"라는 슬로건에 덧붙여 부통령직을 얻은 후, 역사적 각주로 남을 운명처럼 보였다. 그리고 윌리엄 헨리 해리슨의 사망으로 대통령직에 오르면서 "His Accidency"라는 별명이 붙으며 그 운명은 확고해졌다.
그럼에도 불구하고 타일러의 대통령직은 극히 엇갈린 반응을 불러일으켰다. 그는 일반적으로 역사학자들로부터 낮은 평가를 받고 있다. 에드워드 P. 크레이폴은 그의 전기인 『우연한 대통령 존 타일러』(2006)를 시작하며 다음과 같이 언급했다: "다른 전기 작가들과 역사학자들은 존 타일러가 불행하고 무능한 최고 집행자였으며 그의 대통령직은 심각한 결함이 있었다고 주장했다." 댄 먼로는 『존 타일러의 공화주의 비전』(2003)에서 타일러의 대통령직이 "일반적으로 가장 성공적이지 못한 축에 속한다"고 언급했다. 시거는 타일러가 "위대한 대통령도, 위대한 지식인도 아니었다"며, 몇 가지 성과에도 불구하고 "그의 행정부는 현대의 어떤 성과 측정 기준에 의해서도 성공적이지 못한 것으로 간주되어야 한다"고 덧붙였다. 2018년 미국정치학회 대통령 및 행정 정치 부문의 여론조사에서 타일러는 36번째로 좋은 대통령으로 평가되었으며, 2017년 C-SPAN 역사학자 여론조사에서는 39번째로 좋은 대통령으로 평가되었다.

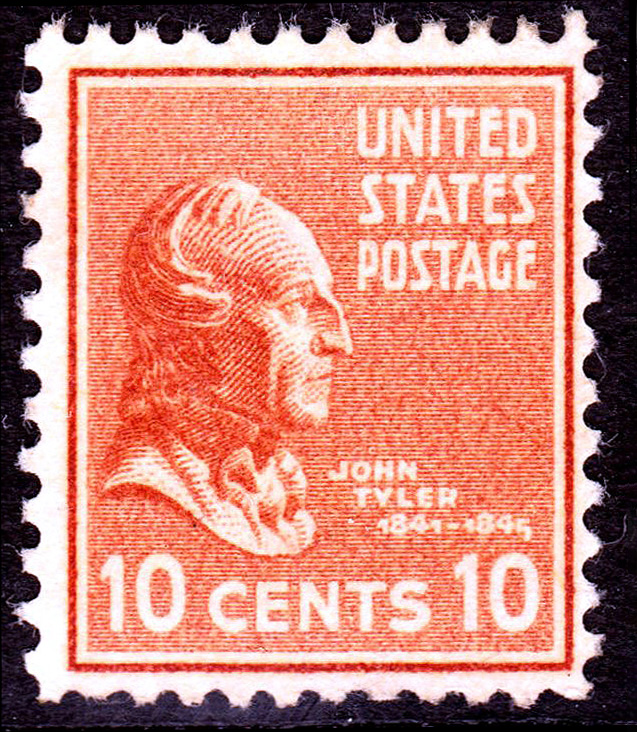
우표 1938년 대통령 시리즈 10센트짜리 미국 우표에 존 타일러가 등장한다.

다른 이들은 타일러에 대해 특히 외교 정책에 대해 더 긍정적인 견해를 표명했다. 먼로는 "웹스터-애슈버턴 조약과 같은 성과로 영국과의 관계 개선 전망을 알렸고, 텍사스 합병으로 수백만 에이커의 영토를 국가 영토에 추가했다"고 평가했다. 크레이폴은 타일러가 "일반적으로 기억되는 것보다 더 강하고 효과적인 대통령이었다"고 주장했으며, 시거는 "나는 그를 용기 있고 원칙 있는 사람, 자신의 신념을 위해 공정하고 정직하게 싸운 사람으로 본다. 그는 당이 없는 대통령이었다"고 썼다. 타일러의 외교 정책 발전과 클레이가 타일러 행정부를 지배하려는 결심과 같은 외부 요인을 지적하며 노마 로이스 피터슨은 타일러의 대통령직이 "결함이 있었지만... 실패는 아니었다"고 평가했다. 자유지상주의 작가 이반 엘란드는 『러시모어 재조각』에서 타일러를 역대 최고의 대통령으로 평가했다. 히스토리 투데이에 기고한 루이스 클레버는 타일러가 많은 정치인들이 그러지 못했던 시기에 백악관에 청렴함을 가져왔고, 자신의 반대자들의 분노를 피하기 위해 자신의 원칙을 타협하지 않았다고 지적했다.
타일러는 취임 초기 몇 주 동안 단호한 행동과 능숙한 정치적 책략으로 미래의 모든 헌법적 이의를 무효화하고, 부통령이 현직 대통령 사망 시 대통령이 되는 선례를 관례적으로 확립했다. 그가 대통령이라는 주장을 성공적으로 관철시키고, 단순한 대리인이나 대리 대통령이 아님을 입증한 것은 19세기와 20세기에 걸쳐 다른 일곱 명의 대통령 승계에 모델이 되었다. 타일러가 대통령 직함과 모든 권한을 모두 행사한 행동은 1967년에 미국 수정 헌법 제25조에 명문화되면서 법적으로 인정되었다. 그의 거부권 행사는 휘그당의 국내 정책을 파괴했을 뿐만 아니라, 대통령이 의회를 통과한 어떤 법안에도 거부권을 행사할 수 있다는 선례를 확립했다. 조던 T. 캐시는 다음과 같은 결론을 내렸다.
따라서 존 타일러 행정부는 제도적 제약을 받으면서도 헌법적 권한을 행사하는 강력하고 고립된 대통령을 보여준다. 이는 헌법적, 제도적, 정치적 역량 면에서 그 모든 강점과 약점을 지닌, 그러나 주로 직책의 내재된 위대한 강점과 권력을 보여주는 행정부 단독의 예시이다.

## 내용주
1. ↑  타일러는 윌리엄 헨리 해리슨 대통령 아래에서 부통령을 지냈으며, 1841년 4월 4일 해리슨의 사망으로 대통령이 되었다. 이는 1967년 미국 수정 헌법 제25조가 채택되기 전이었으며, 부통령직의 공석은 다음 선거와 취임식까지 채워지지 않았다.

## 참고 자료
- Cash, Jordan T. "The Isolated Presidency: John Tyler and Unilateral Presidential Power." American Political Thought 7.1 (2018): 26–56. online
- Chitwood, Oliver Perry (1964). 《John Tyler, Champion of the Old South》. Russell & Russell. OCLC 424864.
- Crapol, Edward P. (2006). 《John Tyler, the Accidental President》. University of North Carolina Press. ISBN 978-0-8078-3041-3.
- Crapol, Edward P. "John Tyler and the Pursuit of National Destiny." Journal of the Early Republic 17.3 (1997): 467–491. online
- Dinnerstein, Leonard (October 1962). 《The Accession of John Tyler to the Presidency》. 《The Virginia Magazine of History and Biography》 70. 447–58쪽. JSTOR 4246893.
- Freehling, William W. (1991). 《The Road to Disunion: Volume I: Secessionists at Bay. 1776–1854》. Oxford University Press. ISBN 978-0-19-507259-4.
- Herring, George (2008). 《From Colony to Superpower: U.S. Foreign Relations Since 1776》. New York: Oxford University Press. ISBN 978-0-19-507822-0.
- Howe, Daniel Walker (2007). 《What Hath God Wrought: the Transformation of America, 1815–1848》. Oxford, NY: Oxford University Press. ISBN 978-0-19-507894-7.
- “John C. Fremont and Exploration of the American West”. 《encyclopedia.com》. 2022년 10월 19일에 확인함.
- Kleber, Louis C. (October 1975). 《John Tyler》. 《History Today》 25. 697–703쪽.
- Leahy, Christopher J. "Playing Her Greatest Role: Priscilla Cooper Tyler and the Politics of the White House Social Scene, 1841–44." Virginia Magazine of History and Biography 120.3 (2012): 237–269. excerpt
- May, Gary (2008). 《John Tyler》. Times Books. ISBN 978-0-8050-8238-8.
- Monroe, Dan (2003). 《The Republican Vision of John Tyler》. Texas A&M University Press. ISBN 1-58544-216-X.
- McCormick, Richard P. (2002).  Henry F. Graff, 편집. 《The Presidents A Reference History William Henry Harrison and John Tyler》 3판. 뉴욕: Charles Scribner's Sons. 139–151쪽. ISBN 0-684-31226-3.
- McCormick, Richard P. (2002).  Henry F. Graff, 편집. 《The Presidents A Reference History William Henry Harrison and John Tyler》 3판. 뉴욕: Charles Scribner's Sons. 139–151쪽. ISBN 0-684-31226-3.
- Nevins, Allan (1931).  Allen Johnson; Dumas Malone, 편집. 《Dictionary of American Biography Frémont, John Charles》 7. New York: Charles Scribner's Sons. 19–23쪽.
- Peterson, Norma Lois (1989). 《The Presidencies of William Henry Harrison and John Tyler》. University Press of Kansas. ISBN 978-0-7006-0400-5.
- Richards, Leonard L. (2007). 《The California Gold Rush and the Coming of the Civil War》. New York: Vintage Books Random House Inc. ISBN 978-0-307-27757-2.
- Roseboom, Eugene H. (1970). 《A History of Presidential Elections》. Macmillan Publishers. ISBN 978-0-02-604890-3.
- Seager, Robert II (1963). 《And Tyler Too: A Biography of John and Julia Gardiner Tyler》. New York: McGraw-Hill. OCLC 424866.
- Spitzer, Robert J. (2016). 〈John Tyler〉.   Gormley, Ken. 《The Presidents and the Constitution: A Living History》. New York: New York University Press. ISBN 978-1-4798-3990-2.

## 더 읽어보기
- "John Tyler." Dictionary of American Biography (1936) Online
- Crapol, Edward P. "President John Tyler, Henry Clay, and the Whig Party." in Joel H. Silbey, ed. A Companion to the Antebellum Presidents 1837–1861 (2014) pp: 173–194.
- Green, Michael J. By more than providence: Grand strategy and American power in the Asia Pacific since 1783 (Columbia University Press, 2017).
- Merk, Frederick. The Fruits of Propaganda in the Tyler Administration (Harvard UP, 1971), Focus on Texas online
- Morgan, Robert J. A Whig Embattled: The Presidency under John Tyler (U of Nebraska, 1954) online

### 1차 자료
- Lyon Gardiner Tyler, ed. The Letters and Times of the Tylers (3 vols. 1884–1896). online
- James D. Richardson, ed. A Compilation of the Messages and Papers of the Presidents, 1789–1897, vol. 4 (Washington, D.C., 1897).